# Pachycephala arctitorquis
El silbador de la Wallacea (Pachycephala arctitorquis) es una especie de ave paseriforme de la familia Pachycephalidae que habita entornos tropicales en varias islas del Sudeste Asiático pertenecientes a Indonesia.

## Taxonomía
Se reconocen las siguientes subespecies según IOC:
- P. a. kebirensis (Meyer, AB, 1884) - este de las islas menores de la Sonda (islas Barat Daya, islas Leti, islas Sermata y islas Babar);
- P. a. arctitorquis (Sclater, PL, 1883) - islas Tanimbar;
- P. a. tianduana (Hartert, E, 1901) - islas Tayandu.

## Descripción
Mide unos 14 cm de longitud y alcanza los 24 g de peso. Esta especie presenta un claro dimorfismo sexual. Los machos tienen la corona, los laterales de la cabeza y la nuca de color negro. Las partes superiores del cuerpo son de color gris mientras que las inferiores son de color blancuzco con una franja estrecha negra que le atraviesa la parte superior del pecho. Presenta plumas de color marrón oscuro en alas y cola que contrastan con el color gris. En cambio, la hembra tiene cabeza y las partes superiores del cuerpo de un pálido color marrón óxido, la garganta blancuzca y las partes inferiores en un tono crema marcado con pequeñas rayas oscuras. Ambos sexos presentan un pico negro y unos ojos de color marrón rojizo. 

## Distribución y hábitat
Es endémica de Indonesia donde habita una serie de islas situadas en el extremo sureste del Archipiélago malayo.
Sus hábitats naturales lo componen son bosques tropicales húmedos de zonas bajas y manglares. También se le puede encontrar en entornos humanos como plantaciones, pueblos y jardines.

## Comportamiento
Se conoce poco de la ecología del silbador de la Wallacea. Se trata de un ave sedentaria que no realiza movimientos migratorios. Su dieta se compone principalmente de insectos y otros invertebrados. 
Se desconocen sus características reproductivas.

## Conservación
Esta especie está catalogada como de preocupación menor por la UICN debido a que es abundante en su área de distribución y no enfrenta grandes amenazas a corto plazo. 